# Singapore Armed Forces Football Club

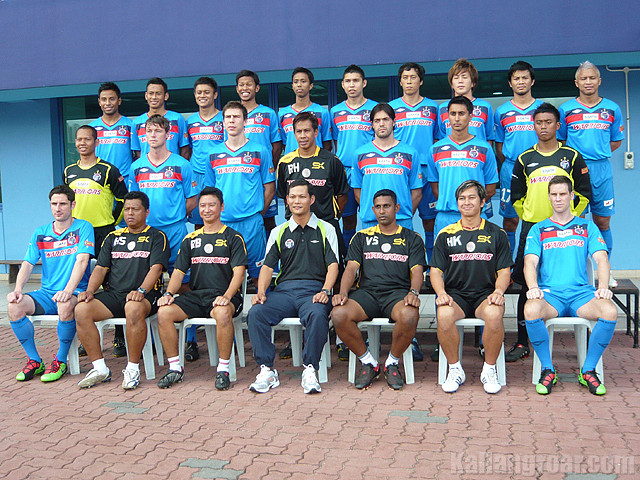
Team van 2010

Singapore Armed Forces Football Club, vaak afgekort tot SAFFC, was een Singaporese voetbalclub uit Choa Chu Kang. De club werd opgericht in 1995. De thuiswedstrijden werden in het Choa Chu Kang Stadium gespeeld, dat plaats biedt aan 4.000 toeschouwers. De clubkleuren waren blauw-wit. De club was met zeven landstitels veruit de beste club in de S-League.

## Erelijst
Nationaal
- S-League

Winnaar: (8) 1997, 1998, 2000, 2002, 2006, 2007, 2008, 2009
Runner up: (4) 1996, 1999, 2001, 2005
- Singapore Cup

Winnaar: (4) 1997, 1999, 2007, 2008
Runner up: (2) 1998, 2000
- Singapore FA Cup

Winnaar: (1) 1997